# 租
租（そ）は、税（ぜい）と並んで、国家維持に必要な財政を調達するために、政府が徴収する財物・サービスのことである。国衙の経費（地方財源）に充当されていた。

## 概要
最古の漢字字典である説文解字（100年に成立）によれば「田賦なり」とあり、元々は田からの徴税である田租（でんそ）をさし、祭祀の費用としての徴収を名目としていた。
新たに徴収したもの（フロー）を租といい、租を貯蓄したもの（ストック）を税という。租税も参照のこと。
律令制においては、田租を租として徴税した。租は租庸調の中では唯一の地税的な税であった。